# Neotrichiorhyssemus hirsutus
Neotrichiorhyssemus hirsutus är en skalbaggsart som beskrevs av Clouet 1901. Neotrichiorhyssemus hirsutus ingår i släktet Neotrichiorhyssemus och familjen Aphodiidae. Inga underarter finns listade i Catalogue of Life.